# 巴伦苏埃拉
巴伦苏埃拉（西班牙語：Valenzuela），是西班牙安达卢西亚自治区科尔多瓦省的一个市镇。总面积19平方公里，总人口1415人（2001年），人口密度74人/平方公里。